# Mythologie in Harry Potter
In de Harry Potter-boeken van de Britse schrijfster Joanne Rowling wordt vaak gerefereerd aan mythologische wezens of andere zaken uit de mythologie. Rowling maakt gebruik van mythologie om haar personages te benoemen of een bepaalde eigenschap mee te geven.

## Mythologie in Harry Potter
- Pluisje, de driehoofdige hond uit Harry Potter en de Steen der Wijzen, is gebaseerd op Cerberus, de bewaker van de Onderwereld.
- De voornaam van Sirius Zwarts is gebaseerd op Sirius, de hond en metgezel van Orion.
- De weerwolf Fenrir Vaalhaar is vernoemd naar de wolf Fenrir, de zoon van Loki, uit de noordse mythologie.
- Remus Lupos werd vernoemd naar Remus, de broer van Romulus. Samen waren zei de mythologische stichters van Rome. Remus en Romulus werden opgevoed door een wolf. Lupos betekent tevens wolf in het Latijn.
- De centaur Firenze wordt verstoten door zijn soortgenoten omdat hij een mens op zijn rug had gedragen. Ook dit komt voor in de mythologie.
- De Basilisk is gebaseerd op een fabeldier dat je in de ogen kijkt en dat je dan sterft. Wanneer je indirect in de ogen van een basilisk kijkt, word je van steen. Dit is dan weer gebaseerd op Medusa.
- De moeder van Voldemort heet Merope. In de Griekse mythologie is Merope een van de geliefdes van Orion.
- Amycus Kragge, een van de Dooddoeners van Voldemort en een leerkracht op Zweinstein in het zevende boek, is in de Griekse mythologie een arrogant despoot en heerser op het eiland Bebrycus dat in de zee van Marmora ligt.
- Argus Vilder, Argus is in de Griekse mythologie een man met honderd ogen op zijn lichaam.